# Rijks-Italië

kaart van Rijks-Italië in 1789.

Rijks-Italië (Duits: Reichsitalien), ook bekend als het Longobardische Rijk (Duits: Langobardisches Königreich) en het Koninkrijk Italië (Duits: Königreich Italien, Latijn: Regnum Italiae of Regnum Italicum), was de benaming voor de Italiaanse gebieden die onderdeel uitmaakten van het Heilige Roomse Rijk. Rijks-Italië had een oppervlakte van ongeveer 65.000 km².

## Geschiedenis
In 950 stierf koning Lotharius II, waarna Berengar II zichzelf tot koning van Italië kroonde. De vrouw van Lotharius, Adelheid, vroeg Otto I om steun. In 951 kwam Otto met een leger naar Italië en veroverde Pavia op 23 september. In Pavia trouwde Otto met Adelheid en liet zichzelf kronen tot koning van Italië. In 952 maakte hij Berengar onderkoning en keerde terug naar Duitsland. Toen Berengar de Pauselijke Staat aanviel in 961 keerde Otto terug naar verzoek van de paus en zette hem definitief af als koning. Op 2 februari 962 werd Otto gekroond tot Roomse Keizer door paus Johannes XII. Sindsdien bestond Rijks-Italië.

### Opkomst van de stadstaten
Het was gebruikelijk voor de Duitse koning om zich te laten kronen tot koning van Italië in Pavia voordat ze tot keizer gekroond werden in Rome. In het algemeen waren de keizers afwezig in Italië en waren er geen machtige edellieden, waardoor Rijks-Italië fragmenteerde in kleine vorstendommen, gezworen gemeenschappen en republieken. Dit proces werd versterkt door de Investituurstrijd tussen de keizer en de paus. Keizer Frederik Barbarossa slaagde er niet in om de keizerlijke macht te versterken. Hij verloor de oorlog tegen de Lombardische Liga, waardoor hij geforceerd was meerdere concessies te maken aan de Italiaanse stadstaten.  Met de dood van keizer Hendrik VII eindigde grotendeels de pogingen van de keizer om hun macht uit te oefenen in Rijks-Italië. 

### Italiaanse Oorlogen
Rijks-Italië was significant kleiner geworden door de veroveringen van Venetië en de Pauselijke Staat. In 1494 viel Karel VIII van Frankrijk Italië binnen om het Koninkrijk Napels te veroveren wat het begin werd van de Italiaanse Oorlogen. De Italiaanse Oorlogen gaf Keizer Karel V de gelegenheid om opnieuw keizerlijke macht uit te oefenen in Italië. Zo bevestigde hij de soevereiniteit van het rijk over onder andere Genua en werd hij in 1530 als laatste keizer gekroond tot koning van Italië. In 1535 werd het Hertogdom Milaan door hem ingenomen als leegstaand rijksleen na het overlijden van de laatste hertog.  In 1559 eindigde de Italiaanse Oorlogen en de pogingen van Frankrijk om Savoye en Milaan te veroveren. 

### Hernieuwde keizerlijke macht en de Spaanse Successieoorlog
In 1690 probeerde de keizer weer voor het eerst een oorlogsbelasting te heffen van de Italiaanse rijks-vazallen. In 1696 werden de vazallen geforceerd om hun eed van trouw opnieuw af te leggen aan de keizer. Tijdens de Spaanse Successieoorlog was de keizerlijke macht op een hoogtepunt. De vorsten van Mantua, Mirandola en Catiglione hadden de Franse kant gekozen in het conflict, waardoor de keizer hun onder rijksban zetten. Vervolgens werden hun gebieden afgenomen en onder de keizer en zijn bondgenoten verdeeld. Na de oorlog kwamen de Spaanse gebieden in Italië in handen van keizer Karel VI, waaronder het Hertogdom Milaan als leegstaand rijksleen. De Hertog van Savoye bemachtigde het Koninkrijk Sicilië die later geruild werd met Oostenrijk voor het Koninkrijk Sardinië. Dit creëerde de situatie waarin de koning van Sardinië leenplichten had richting de keizer voor zijn gebieden in Rijks-Italië. 
In 1718 werd het groothertogdom Toscane en het hertogdom Parma en Piacenza officieel erkend door Frankrijk en Groot-Brittannië als onderdeel van Rijks-Italië. In 1735 moest Karel VI Napels en Sicilië teruggeven aan Spanje, maar kreeg daarvoor wel in de ruil het hertogdom Parma en Piacenza. In 1748 moest Oostenrijk het echter weer afstaan aan Filips van Spanje. In 1765 kwam het groothertogdom Toscane in handen van Oostenrijk door het huwelijk tussen Frans Stefan en Maria Theresa. 

### Franse Revolutionaire Oorlogen
Tijdens de Franse Revolutionaire Oorlogen eiste de keizer oorlogsbelastingen van de Italiaanse vazallen om de rijksoorlog tegen Frankrijk te bekostigen. In 1796 viel Napoleon Italië binnen en versloeg het keizerlijke leger. In 1797 moest keizer Frans II zijn aanspraak op Italië opgeven, wat bevestigd werd in de Vrede van Lunéville in 1801. Hiermee kwam Rijks-Italië officieel ten einde. 

## Lijst met lidstaten
- Groothertogdom Toscane
- Hertogdom Savoye, alhoewel het hertogdom zelf geen onderdeel was van rijks-Italië bezat de hertog enkele rijkslenen in rijks-Italië, waaronder het graafschap Piëmont
- Hertogdom Milaan, vanaf 1535 in personele unie met Spanje, sinds 1713 met Oostenrijk
- Hertogdom Parma en Piacenza
- Hertogdom Modena en Reggio
- Hertogdom Mantua, in 1708 overgenomen door Oostenrijk
- Hertogdom Guastalla, in 1746 stierf de laatste hertog en werd het hertogdom onderdeel van Oostenrijk, in 1748 werd het door Oostenrijk gegeven aan de hertog van Parma en Piacenza
- Hertogdom Mirandola, overgenomen door Oostenrijk en in 1711 verkocht aan de hertog van Modena.
- Hertogdom Massa en Carrara
- Markgraafschap Montferrat, vanaf 1573 in personele unie met Mantua. Verheven tot hertogdom in hetzelfde jaar
- Markgraafschap Saluzzo, in 1548 veroverd door Frankrijk. In 1601 afgestaan aan Savoye
- Markgraafschap Finale, in 1598 verkocht aan Spanje. In 1713 verkocht aan Genua
- Vorstendom Piombino
- Vorstendom Castiglione en Solferino, in 1707 overgenomen door Oostenrijk
- Vorstendom Bozzolo
- Vorstendom Monaco
- Republiek Genua
- Republiek Lucca
- Republiek Siena, in 1555 veroverd door Spanje en werd vervolgens uitgeleend aan Toscane